# Liberto

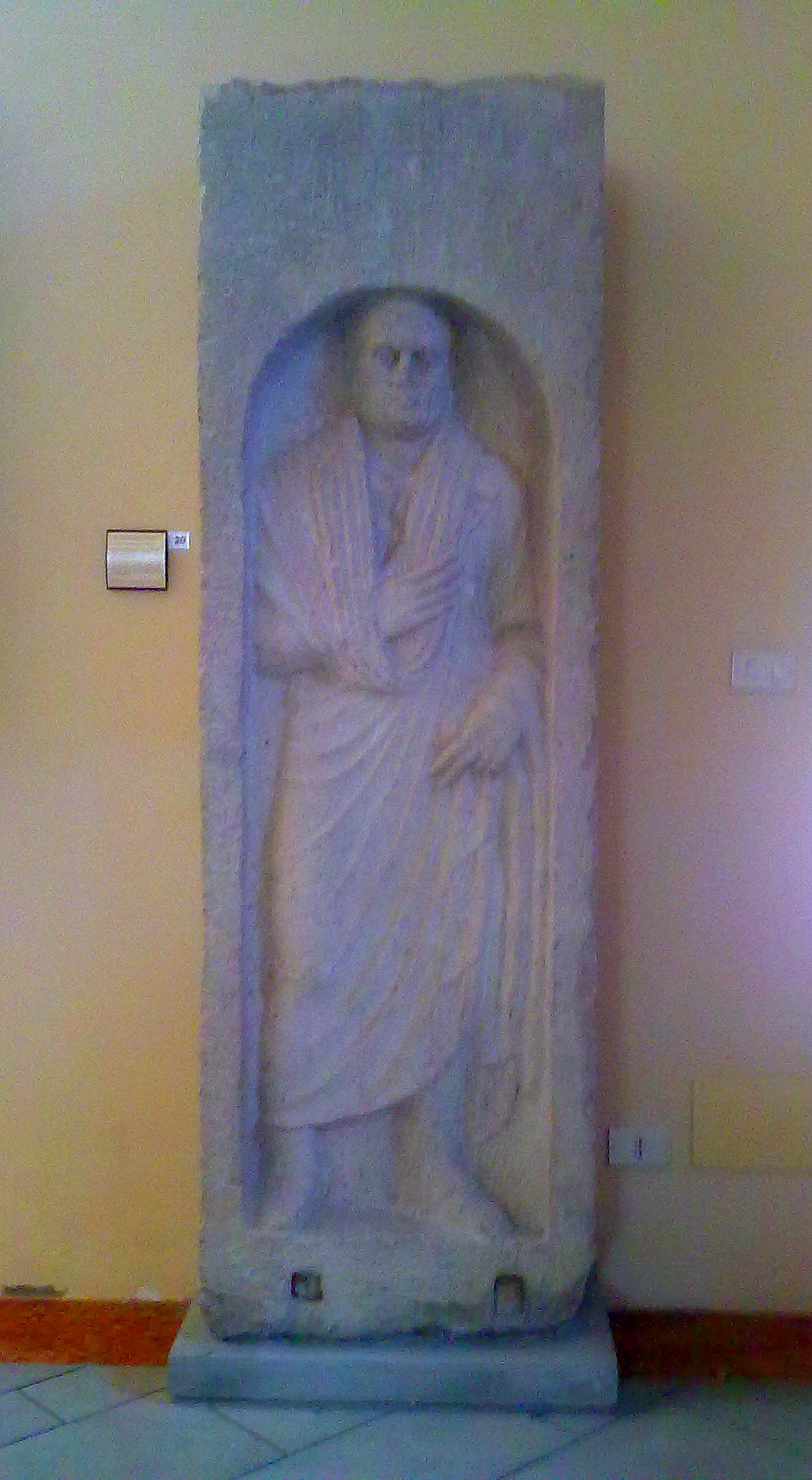
Estela del liberto Lucio Ceselio Diopanes, Museo Arqueológico Nacional de Sarsina.

En la Antigua Roma, se llamaba liberto (libertus) al esclavo liberado que se encontraba ligado a su antiguo amo, al que llamaba patrón (patronus), por un respeto casi filial. Alcanzaban la libertad por medio de la manumisión, esto es, la emancipación legal. A pesar de ser considerados inferiores a los ciudadanos nacidos libres, llegaron a tener una gran importancia en la sociedad romana.
En un sentido más general, se llama liberto o liberta a un esclavo o una esclava a quien se ha dado la libertad, respecto de su patrono.

## Antigua Roma
Los libertos formaban aproximadamente el 15 % de la población (Antigua Roma) durante el Imperio romano. 

### Manumisión
La manumisión se puede definir como un acto de disposición voluntaria a través del cual el dueño da la libertad al esclavo.  Aunque un liberto nunca podría ser legalmente como un ingenuus (ciudadano romano nacido libre y que nunca ha caído en la esclavitud), la manumisión le permitía alcanzar cierta importancia en la sociedad romana. El estatus que obtenía dependía del de su amo, y se podía convertir en peregrino, ciudadano latino o ciudadano romano. Los esclavos que tenían habilidades especiales y aptitudes intelectuales, oficios relativos a las finanzas o a la producción de manufacturas tenían más posibilidades de ser manumitidos por sus amos.
En cuanto a la manumisión en el Imperio Romano, encontramos varios tipos diferentes, que se pueden dividir atendiendo a la evolución histórica en manumisiones solemnes, que producían una libertad civil, y manumisiones no solemnes, que daban lugar a una simple libertad de hecho:
Como manumisiones solemnes tenemos:
-La manumissio vindicta. Para poder realizarla se requería la presencia del dueño (o de su hijo, que está bajo su autoridad), del esclavo, del magistrado y del lictor o alguien que hiciera las veces del mismo.
Según Tito Livio, la manumissio vindicta es una operación que data desde fines de la Monarquía y comienzos de la República (siglos VI-V a. C.), a partir del honor concedido a Vindicio, un esclavo que denunció la conspiración en contra de la recientemente fundada República. 
Si bien la esclavitud era una institución ya conocida desde bien temprano en Roma, los procedimientos de compra-venta tuvieron lugar bastante después, al menos a partir del siglo III a. C., cuando la gran afluencia de esclavos a Italia como resultado de las distintas guerras exigió nuevas soluciones para la adquisición y liberación de propiedades humanas. En un principio solo concedería la libertad y no la ciudadanía, si bien finalmente la intervención de la autoridad pública permitiría la adquisición de esta.
Aunque no está claro el papel de la vindicta o vara en este tipo de manumisión, es posible que esta se esgrimiera sobre la cabeza del esclavo y que luego se lanzara en un gesto simbólico de acabar con la propiedad que se ejercía sobre el esclavo, que lograba e el dominio sobre su propia persona. Así, el esclavo se convertía en ciudadano romano.
-La manumissio censu, por la que si el esclavo se presentaba ante el censor, con el conocimiento de su dueño, y era incluido en el censo, se convertía en ciudadano romano. 
Este tipo de manumisión funcionó durante el Alto Imperio, si bien el nombre de census se limita a Roma, mientras que en las provincias se trata únicamente de una professio ante el magistrado.
-La manumissio testamento. Este tipo de manumisión podía estar sometida a una condición suspensiva, por ejemplo, que el esclavo sea libre si paga una determinada cantidad de dinero a los herederos o si les presta determinados servicios. En estos casos, el esclavo quedaba en situación de statuliber hasta que cumplía la condición estipulada. Estos libertos, al fallecer sus patronos, no debían operae.
-La manumissio in ecclesia, in sacrosanctis ecclesiis, introducida por Constantino, que consistía en una declaración del amo que tenía lugar ante el obispo y ante la comunidad cristiana reunida en la que exponía su deseo de que el esclavo fuese libre.
En cuanto a las manumisiones no solemnes, denominadas manumissio praetoria, estas se producen cuando quien las realiza tiene sobre el esclavo solo una potestas basada en la protección jurisdiccional que le otorga el pretor. El esclavo no logra una plena libertad civil, sino que pasa a ser latinus iunianus. La tutela pretoria les permite no ser llamados de nuevo a servir.
En este tipo de manumisiones encontramos:
-La manumissio inter amicos, que se hacía en privado. El dueño comunicaba a sus amigos su deseo de conceder la libertad a su esclavo. 
En un principio este acto del amo no producía ningún efecto más allá de lo que él quisiera. A finales de la República, sin embargo, el pretor comenzó a proteger a los libertos que habían sido manumitidos inter amicos: seguían siendo esclavos, en estricto derecho, pero no estaban ya sometidos a la autoridad de sus antiguos amos.
-La manumissio per epistulam, que consistía en una declaración de libertad hecha en una carta dirigida al esclavo ausente. Seguramente este tipo de manumisión ya era reconocida como tal a principios del siglo III d.C.
-La manumissio per mensam, que consistía en que el amo dejaba sentarse al esclavo a su mesa.
-La manumissio sacrorum causa, que era en una declaración de libertad realizada por el amo siguiendo sus deberes religiosos.
-La manumissio apud IIviros, en la que se exigía que, cuando el manumitente era menor de veinte años, el quorum exigible de los decuriones debía considerar que existía una causa justa para que la manumisión tuviera lugar.
El emperador Augusto estableció como edad mínima de los esclavos para ser manumitidos en treinta años, y la de los amos para llevar a cabo el procedimiento en veinte años. Además, en una ley cercana al fin del primer milenio antes de la era cristina, prohibía a los propietarios de esclavos manumitir a través del testamento a un número superior a cien esclavos, aunque no limitaba la cantidad de manumisiones que podían realizar a lo largo de su vida.
Se pueden encontrar varias razones para que el amo manumitiese al esclavo: este está cerca de fallecer y el dueño quiere que lo haga siendo libre para que tenga derecho a la sepultura de los ciudadanos libres; el amo decide manumitir a sus esclavos vía testamentaria para dejarles para demostrar que había sido un buen amo; la libertad es una especie de recompensa para que el esclavo se dedique a las mismas tareas que realizaba antes pero ahora con un estatus mayor...
El tesorero que gestiona el dinero de su dueño nunca puede ser liberado, aunque este amo sea el mismo emperador y el esclavo el gran tesorero del Imperio. La libertad no estaba hecha para él porque se requería poder torturarlo en caso de que hubiera malversado los fondos de su amo y ejercer sobre él el derecho de justicia privada.
Los esclavos públicos no podían ser manumitidos vindicta porque no eran esclavos personales de los munícipes, sino que eran propiedad de los propios municipios. La manumisión vindicta era exclusiva para los esclavos personales de los ciudadanos romanos. 
También los esclavos podían conseguir la libertad sin acto de manumisión siempre que el Estado así lo dispusiera. Por ejemplo, se le podía otorgar la libertad al esclavo que descubriera al asesino de su amo o al esclavo que, con un límite de tiempo fijado en su compra para ser manumitido, no obtuviera la prometida libertad.

### Deberes y obligaciones
Los libertos recibían el nomen de su antiguo dueño con cualquier praenomen que este les asignara. El nombre individual del antiguo esclavo se convertía ahora en el cognomen. El liberto de una mujer tomaba el praenomen de su padre, pues ellas carecían de él.
Después de ser manumitido, el liberto le debía a su antiguo amo obsequium, operae y bona. Por la primera se expresaban los honores que el liberto le rendía a su amo, incluyendo oraciones, ofrendas, etc. Por la segunda se entienden un cierto número de jornadas de trabajo que el liberto promete cumplir cada año para su patrón. 
Las operae se dividían en dos clases de trabajo: por un lado, las officiales, que eran todas las tareas que trabajadores y artesanos especialistas realizaban en servicio a su patrón; y las fabriles, por el otro lado, que eran labores que involucraban manufacturas que podían era en beneficio de otros, aunque se llevaban a cabo a favor del patrón.
El liberto podía nombrar a otra persona para que se hiciera cargo de estas tareas. Además, la lex Aelia Sentina estipulaba que las operae no podían ser reemplazadas por el pago en dinero a menos que el liberto lo quisiera así. Estos servicios no podían interferir en la posibilidad del liberto de ganarse la vida, aunque el patrón podía proveerle lo que necesitara mientras desempeñara dichas labores. Las officiales no se heredaban, pero las fabriles sí.
Los bona eran deberes de prestación económica, y se distinguen los munera, regalos que está obligado a hacer el liberto a su patrono en determinadas ocasiones conmemorativas (nacimientos o matrimonios), y los dona, que consistían en regalos en circunstancias más excepcionales.

### Aspectos económicos
El testador en muchas ocasiones les deja a sus antiguos esclavos una pensión reducida (alimenta). En ocasiones el patrono les aportaba una cierta cantidad de dinero o un terreno donde construir su monumento funerario o les concediera un lugar en su propia tumba, bien mencionándolos por sus nombres o bien bajo la fórmula liberti libertabusque. En este último caso, al menos desde la época de los Severos, la fórmula era válida solamente para aquellos libertos que habían sido nombrados herederos en el testamento del patrono.
Muchos libertos no abandonaban la vivienda de su antiguo dueño, sino que permanecían residiendo en ella para continuar dedicándose a lo que habían hecho siempre pero con más dignidad. Otros libertos, para poder pagar la libertad que les había sido vendida, eran enviados a otros lugares para que pudieran ejercer una profesión cuyos beneficios serían repartidos con su antiguo amo.
Los libertos se dedicaban a muchas profesiones, sobre todo a aquellas que eran despreciados por los hombres libres, quienes no querían desempeñarlas. Algunos libertos estaban bien educados y eran cultos, y podían ser expertos en algún oficio que hubieran aprendido mientras eran esclavos. A pesar de que muchos libertos alcanzaron importantes cargos administrativos que les permitieron ser parte del ordo ecuestre.

### Aspectos sociales y políticos
Además de encontrarse bajo el patronazgo perpetuo de su antiguo amo, el liberto sufría una serie limitaciones legales y sociales. Por ejemplo, tenían prohibido dedicarse a la política, aunque sí podían votar.
Aunque los hijos nacidos antes de la manumisión podían ser mantenidos en la esclavitud, todos los hijos nacidos tras ella eran libres. Sus descendientes de tercera generación ya podían ejercer los derechos políticos de cualquier ciudadano libre.
Tras la instauración del principado, el emperador requirió de los servicios de individuos que mantuviesen en orden y en pleno funcionamiento su propia oficina, incluyendo los asuntos estrictamente políticos. Los individuos que empleó fueron, en su mayoría, esclavos y libertos de su propiedad, los cuales conformaban la “familia del emperador” (Familia Caesaris), junto con todo el resto de su patrimonio. Con Augusto, muchos desempeñaron importantes labores y obligaciones.
En general, la Familia Caesaris comprendía a los esclavos y libertos “de élite” porque por su posición como ayudantes del emperador, tenían acceso a posiciones de poder en el estado que eran totalmente inaccesibles a otros esclavos y libertos fuera de la familia. Como los hombres libres consideraban que un empleo permanente maniataba su capacidad de elección, los gobernadores provinciales de la República y luego los emperadores empleaban a esclavos y libertos en los distintos cargos administrativos.
La lex Aelia Sentina establecía que los esclavos que habían sido castigados, torturados, considerados culpables de un delito, luchado en la arena o encarcelados no podían ser liberados. A ellos se les otorgaba el título peregrini dediticii.
Los libertos, como los esclavos, carecían del derecho del connubium (matrimonio legítimo), por lo que sus uniones se reflejaban solamente en el contubernium. En cualquier caso, podían mantener un núcleo familiar. Los esclavos que obtenían la libertad y se transformaban en libertos continuaban cohabitando con sus compañeros y no es extraña la presencia de estos términos en los monumentos funerarios. Hasta las leges Iulia et Papia Poppea no pudieron contraer matrimonio con ingenuos, y aun así se les impusieron ciertas restricciones, como la prohibición del matrimonio de senadores y sus descendientes con libertos.
A pesar de que los libertos que habían nacido como esclavos no podían adquirir estatus sociales altos, sí que podían participar en la vida pública. Por ejemplo, a través de los seviri Augustales muchos libertos alcanzaron una posición respetada en la sociedad romana. Estos fueron muy activos en la financiación local de proyectos a través de generosas donaciones.
El objetivo principal de esta institución era crear un tipo de estatus para miembros de la comunidad acomodados que por alguna razón eran no podían entrar en el rango de magistrado cívico u ordo decurionum. Es posible que el oficio de augustalis durara solo un año, pero la dignidad lograda por pertenecer a ella duraría toda la vida. Los ex- (seviri) augustales formaron un ordo augustalium con privilegios, que en algunos casos se organizaron en collegium. La inmensa mayoría de los augustales eran libertos.
Con donaciones a templos, juegos, calzadas, infraestructuras de todo tipo, etc. lograron eliminar el estigma de la esclavitud y aliviar las tensiones que pudiesen tener con los nacidos libres. 
En muchos municipios los libertos poseen una gran cantidad de epitafios comparados con su proporción en la población romana. Una de las razones para construir grandes epitafios era conmemorar el logro de su estatus como ciudadanos, así como su éxito económico tras años de esclavitud. Algunos epitafios dan cuenta de sus donaciones, visibilizando su participación pública en la sociedad romana. Una inscripción de M. Licinius Privatus, por ejemplo, cuenta que este donó 50 000 sestercios al tesoro de su municipio.
En las monedas romanas de 126-125 a. C. era inmortalizada en muchas ocasiones la “capa de la libertad”, que era utilizada por los libertos en el momento de su manumisión. La diosa aparece retratada sobre un carruaje, sujetando las riendas, con las capas de la libertad en su mano izquierda y la vindicta, la vara que sella el pacto en la manumisión, en la mano derecha. La libertad (libertas) era en cierto sentido una diosa esclava, y estas monedas expresaban ideas sobre la libertad que recordaban a la esclavitud y a toda la injusticia que ella conllevaba.